# Зейдан, Юсуф
Юсуф Зейдан (араб. يوسف زيدان‎; род. 30 июня 1958, Сохаг) — египетский писатель и учёный, специализирующийся на арабских и мусульманских исследованиях. Лауреат Международной арабской премии по литературе. Работает заведующим музея и центра по хранению древних свитков при Александрийской библиотеке. Также занимается преподаванием в университете и журналистикой. Автор более 50 книг.

## Биография
С детских лет жил с семьёй деда в Александрии. Учился на факультете философии Александрийского университета. Его научные исследования касаются суфизма и его философских интерпретаций. Получил ученую степень в 1989. Сейчас живёт в Александрии. Имеет сына и двоих дочерей.

## Творчество
Роман Зейдана Юсуфа «Тень змеи» толкует понятие священного женского начала в современном мире в первой части, и обрывки писем героини к её дочери, героине первой части. В этих письмах объясняется, как роль женщины на протяжении истории человечества изменилась не в лучшую сторону. Роман был подвергнут критике за его необычное строение и чрезмерную интеллектуальность.
Другой роман Зейдана «Азазель» рассказывает о событиях V века. Главный герой романа, монах Гипа, становится свидетелем трагических событий в истории церкви, что заставляет его усомниться в существовании Бога. Его психологические переживания во время путешествия в Александрию и Сирию легли в основу романа. После публикации роман вызвал дискуссии по поводу религиозной терпимости, но тем не менее Зейдан Юсуф получил за него Международную арабскую премию по литературе. Роман был переведен на 15 языков, в том числе на английский и на русский.

## Работы
- al-Muqqadima fī al-Tasawwuf
- Šarh Fusūl Abaqrāt
- Тень змеи
- Азазель

## Переводы произведений
- Зейдан Ю. «Набатеец» [пер. с араб. М. Эльгебали и В. Кунковой]. — Каир: Изд. Российские новости, 2015.
- Зейдан Ю. «Азазель» [пер. с араб. М. Эльгебали и П. Гулькина]. — Москва: АСТ, 2013. — ISBN 978-5-271-41092-5